# El-Cajón-Talsperre (Mexiko)
Die El-Cajón-Talsperre ist eine Talsperre im mexikanischen Bundesstaat Nayarit. Sie wurde von 2003 bis Juni 2007 in einer Bauzeit von 54 Monaten für 800 Millionen Dollar am Río Grande de Santiago gebaut. Das Absperrbauwerk ist 185 m hoch und 638 m lang. Der Stausee enthält 28,3 Millionen Kubikmeter Wasser, und die Generatoren des Wasserkraftwerks können 750 Megawatt Elektrizität erzeugen. Die Talsperre, die sich 60 km flussaufwärts von der Aguamilpa-Talsperre befindet, wird von der staatlichen Elektrizitätsgesellschaft Comisión Federal de Electricidad (CFE) betrieben.
Der Bau hatte folgende Vorteile:
Es wurden 10.000 direkte und indirekte Arbeitsplätze geschaffen, und Zugangsstraßen für 20.000 Einwohner in 40 Orten wurden erneuert. Es werden jährlich 1228 Gigawattstunden Strom erzeugt, was 1,5-mal dem jährlichen Stromverbrauch von Nayarit entspricht. Jährlich werden 2 Millionen Barrel Öl eingespart. Die Leistungsfähigkeit der unterhalb gelegenen Aguamilpa-Talsperre wird durch die Abflussregulierung gesteigert, und die Primärenergiequellen der nationalen Stromversorgung werden diversifiziert.
Andere Talsperren mit dem Namen El Cajón gibt es außerdem in Honduras (El-Cajón-Talsperre (Honduras)) und in Argentinien (El-Cajón-Talsperre (Argentinien)).